# Die Goldmaria und die Pechmaria

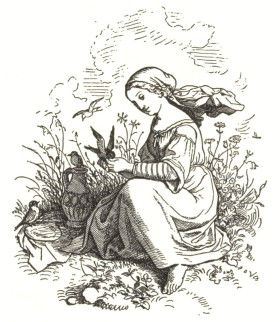
Holzschnitt, Ludwig Richter

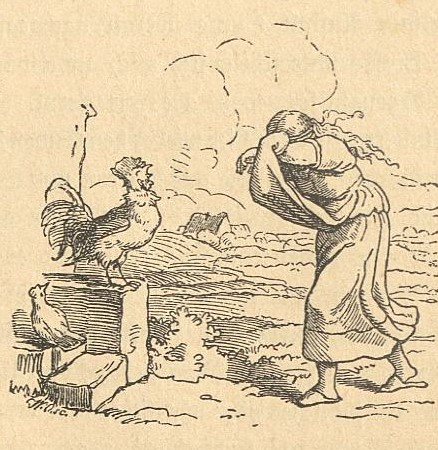
Holzschnitt, Ludwig Richter (1857)

Die Goldmaria und die Pechmaria ist ein Märchen (AaTh 431, 480). Es steht in Ludwig Bechsteins Deutsches Märchenbuch an Stelle 11 (1845 Nr. 13).

## Inhalt
Eine Witwe hat eine böse Tochter und eine gute Stieftochter, die arbeiten muss. Die Gute muss fortgehen, erhält Aschekuchen und Wasser. Sie teilt mit den Vögeln, da wird es Torte und Wein. An einem Haus mit einem goldenen und einem pechschwarzen Tor nimmt sie das schwarze und bittet einen barschen Mann um Obdach. Zum Schlafen und zum Frühstück wählt sie die Gesellschaft seiner heulenden Hunde und Katzen, muss aber zu ihm. Gehen will sie durchs Pechtor, muss durchs Goldtor, er schüttelt, dass sie ganz golden wird. So nimmt die Witwe sie gern wieder auf. Sie heiratet glücklich. Die böse Tochter macht es nach, aber scheucht die Vögel, da werden ihr Kuchen und Wein zu Asche und Wasser. Sie nimmt das Goldtor, will bei dem Mann schlafen, mit ihm frühstücken und muss darum zu den Tieren. Sie will durchs Goldtor, muss durchs Pechtor und wird voll Pech, ihre Mutter schämt sich.

## Stil
Beide Töchter heißen Maria, so kann der Hahn die Heimkehrenden begrüßen: „Kikiriki, da kommt die Goldmarie (bzw. „die Pechmarie“)! Kikiriki!“ Der Mann heißt Türschemann, wohl wegen der zwei Türen.

## Herkunft
Bechstein merkt an: „Nach mündlicher Überlieferung.“ Nach seinem Vorwort von 1845 erzählte es Wilhelmine Mylius. Es besteht Ähnlichkeit zu Grimms Frau Holle, aber auch Das Waldhaus und Der heilige Joseph im Walde.
Walter Scherf zufolge wurde der Text für die Neuausgabe von 1853 noch einmal überarbeitet und war bis in die zwanziger Jahre ein „Lieblingsmärchen“. Der dualistisch kontrastierende Aufbau entspricht zwar Frau Holle (AaTh 480). Das Drama aber sei hier ein Ablöse- und Reifungsprozess, die Initiation mit einem Mann-Dämon. Dessen Name „Thürschemann“ ist wohl „Toverske“ (= Zauberin) nachgebildet, wie im Anhaltischen Das Märchen von Beenelangmann Beenelangbart, bei Bechstein noch Fippchen Fäppchen.